# Yoté

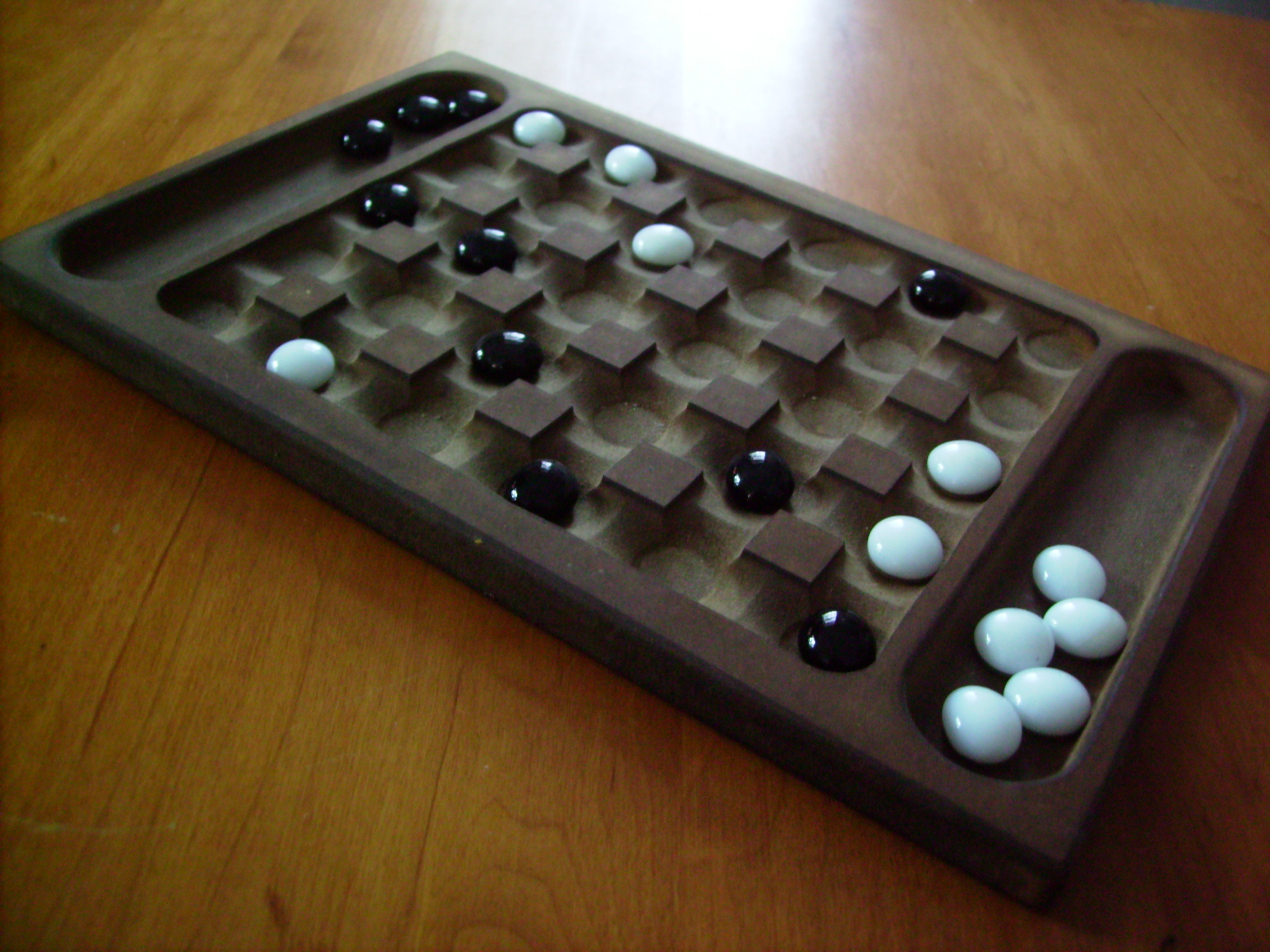
Ett pågående parti yoté, här spelat på ett spelbräde.

Yoté är ett brädspel, hemmahörande i Västafrika. Traditionellt används inget spelbräde, utan i stället gräver man helt enkelt fem rader med vardera sex små gropar i marken framför sig. Som spelpjäser används småstenar och pinnar.
Två spelare deltar, som vid spelets början är försedda med tolv pjäser vardera. Spelarna turas om med att antingen placera ut en av sina pjäser i en tom grop, eller flytta en redan utplacerad pjäs, vågrätt eller lodrätt, till en angränsande tom grop. Om en motspelarpjäs står intill en egen pjäs och gropen bakom är tom, kan man hoppa över motspelarpjäsen, som därmed blir utslagen och plockas bort. Efter att man har slagit ut en pjäs, får man ta bort ytterligare en motspelarpjäs ur valfri grop.
Spelet vinns av den som lyckas slå ut motspelarens alla pjäser.